# Die Welt
Die Welt (El Mundo) es un diario alemán publicado por Axel Springer. Fue fundado en Hamburgo en 1946 por las fuerzas de ocupación británicas y su ideología política es conservadora.

## Descripción
La difusión media de Die Welt ronda los 87 800 ejemplares (1/2024), una caída del 59,8% desde 1998. Se puede conseguir en más de 130 países. Posee ediciones regionales en Berlín y Hamburgo; además, en 2002 hubo una edición en Baviera. En Bremen existe un suplemento local que se reparte diariamente. A pesar de ello, la sede oficial del periódico se establece en Berlín.
Die Welt fue miembro fundador de la Alianza Europea de Diarios (EDA) y tiene una cooperación de gran importancia junto con periódicos comparables de otros países, entre ellos el Daily Telegraph (Reino Unido), Le Figaro (Francia) y ABC (España).
El periódico publica actualmente una edición compacta titulada Welt Kompakt, de 32 páginas, una versión reducida de la edición principal que tiene un aspecto más fresco y está dirigido a un público más joven. El periódico no sale los domingos, pero Welt am Sonntag ('el mundo en domingo') lo hace en su lugar.